# Botohilitano
Botohilitano is een bestuurslaag in het regentschap Nias Selatan van de provincie Noord-Sumatra, Indonesië. Botohilitano telt 2811 inwoners (volkstelling 2010).